# Orientparadismonark
Orientparadismonark (Terpsiphone affinis) är en fågelart i familjen monarker inom ordningen tättingar. Tidigare behandlades den som en del av T. paradisi.

## Utseende
Orientparadismonark är en 19–23 cm lång fågel med tofsförsett mörkt huvud, kontrasterande blågrå ring kring ögat, en rätt lång och kraftig blågrå näbb. Hanen är uppseendeväckande med upp till 27 cm förlängda centrala stjärtfjädrar och glansigt svart huvud. Den förekommer i två färgvarianter. Den ena har brun ovansida och stjärt, gråvitt i nacken och på bröstet, vit buk och undergump, svartvita teckningar i vingen. Den andra är nästan helvit med mörka centra på vingfjädrarna och spolstreck på stjärtpennorna. Hona och ung hane saknar de förlängda stjärtfjädrarna men är i övrigt lik hanens bruna form. Den är dock mattare med kortare tofs.

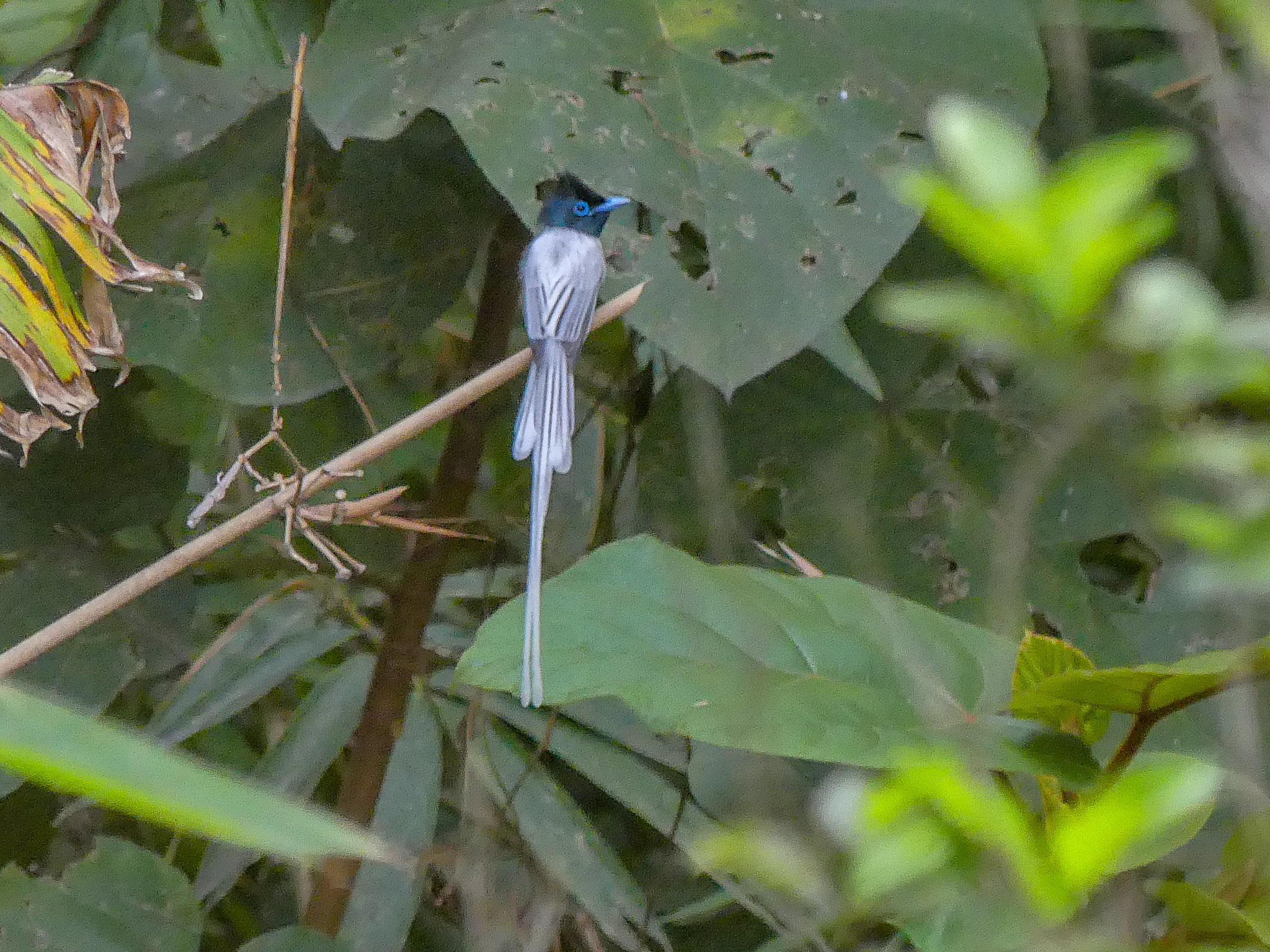
Orientparadismonarkens vita färgvariant.

Fågeln är mycket lik sina nära släktingar indisk paradismonark (T. paradisi) och amurparadismonark (T. incei) och fram tills nyligen behandlades de som en och samma art. Orientparadismonarken skiljer sig från paradisi genom kortare tofs, mindre näbb och rostbeige undergump istället för vit. Amurparadismonarken har kortare näbb samt hos honan vit undergump, mörkare huvud och mörkare kastanjebrun ovan (den sista karaktären även hos hanen av den rödbruna färgvarianten).
Tenggaraparadismonarken (Terpsiphone floris), tidigare behandlad som en del av orientparadismonarken, har något längre och bredare tofs, längre och mer avsmalnad stjärt samt ljusare undersida hos honan. Den rödbruna färgvarianten hos hanen saknas och den vita är vitare på manteln och har mer vitt i handpennorna.

## Utbredning och systematik
Orientparadismonark delas in i åtta underarter med följande utbredning:
- Terpsiphone affinis saturatior – östra Nepal, nordöstra Indien, östra Bangladesh och norra Myanmar
- Terpsiphone affinis nicobarica – Nikobarerna
- Terpsiphone affinis burmae – centrala Myanmar
- Terpsiphone affinis indochinensis – östra Myanmar och södra Kina till Indokina
- Terpsiphone affinis affinis – Malackahalvön och Sumatra
- Terpsiphone affinis procera – ön Simeulue utanför nordvästra Sumatra
- Terpsiphone affinis insularis – ön Nias utanför nordvästra Sumatra
- Terpsiphone affinis borneensis – Borneo

### Artstatus
Orientparadismonark och indisk paradismonark samt amurparadismonarken behandlades tidigare som en och samma art, asiatisk paradismonark (T. paradisi). Studier visar dock att de skiljer sig tydligt åt genetiskt, så pass att de inte är varandras närmaste släktingar. Amurparadismonarken är systerart till japansk paradismonark och dessa två systergrupp till affinis. Indisk paradismonark är mycket mer avlägset släkt och istället systerart till de afrikanska medlemmarna av släktet. 
Efter uppdelningen betraktades initialt tenggaraparadismonarken (T. floris) som en del av affinis. Även denna urskiljs numera vanligen dock som egen art, av både BirdLife International och International Ornithological Congress (IOC).

## Status
Arten har ett stort utbredningsområde och beståndet anses vara stabilt. Internationella naturvårdsunionen IUCN listar den därför som livskraftig (LC).